# Peter Campa
Peter Campa (* 9. Juni 1954 in Wien) ist ein österreichischer Schriftsteller. Er ist ein Vertreter der modernen Genreliteratur.
Er widmet sich seit der Pubertät der Literatur. Ausgehend von Lyrik (unveröffentlichter Lyrikband Alleine mit Gott) wandte sich Campa der Erzählung zu. Im Januar 1995 erschien die Wien-Biographie Auf der Reise. Verwoben mit seiner Heimatstadt zeichnet Campa Genre- und Landschaftsbilder, wobei er sich des klassischen Erzählstils bedient.

## Werke
- Auf der Reise. Triton, Wien 1995, ISBN 3-901310-16-9.
- Die zweite Reise. Triton-Verlag, Wien 1997, ISBN 3-901310-45-2.
- Paul Wolf und die Katze Ursula. Triton-Verlag, Wien 2000, ISBN 3-85486-038-2.
- Der ganz normale Franz. Triton-Verlag, Wien 2003, ISBN 3-85486-104-4.
- Der alte Hund. Sisyphus-Verlag, Klagenfurt 2017, ISBN 978-3-903125-19-3.
- Die fetten Jahre sind vorbei. Sisyphus Verlag, Klagenfurt 2020, ISBN 9783903125520.

Hörbuch-Ausgaben
- Auf der Reise. Hörbuch, Sprecher: Peter Campa, Mono Verlag, Wien 2010.